# Jennifer LeRoy
Jennifer Leroy (nacida el 7 de enero de 1974 en Craig (Colorado)) es una modelo y actriz estadounidense. Fue escogida Playmate del Mes para la revista Playboy en febrero de 1993 y ha aparecido en numerosos vídeos de Playboy.
Es la hermana  del esquiador olímpico, Andy LeRoy. Se criaron en Steamboat Springs, Colorado con su madre. A los 16 años de edad, Jennifer abandonó Colorado para convertirse en modelo de pasarela.
En 2005, Leroy dio a luz a su hija, Amla L. Manera.